# Zopherosuchus
Zopherosuchus es un género extinto de terápsidos dinocéfalos que vivieron en el período Pérmico medio en lo que ahora es Rusia.
Sus restos fósiles se han encontrado en la provincia de Perm, Rusia.